# Rhoderick McGrigor
Rhoderick Robert McGrigor(York, 12 april 1893 – Tarland, 3 december 1959) was een Britse officier bij de Royal Navy en was van 1951 tot 1955 First Sea Lord.

## Voor de Tweede Wereldoorlog
Rhoderick Robert McGrigor was de zoon van generaal-majoor C.R.R. McGrigor. In 1931 trouwde hij met Gwendoline Glyn en het stel adopteerde twee zonen.
Hij bracht het grootste deel van zijn kindertijd door in Zuid-Afrika en keerde in 1906 terug naar Groot-Brittannië. Hij studeerde aan de diverse Royal Naval Colleges (Osborne House, op het Isle of Wight en de Britannia Royal Naval College, Dartmouth) en studeerde uiteindelijk in 1910 af. De HMS Dreadnought was het eerste schip waar hij op diende.
Tijdens de Eerste Wereldoorlog diende McGrigor op torpedojagers in de Middellandse Zee en vocht samen met de Grand Fleet mee tijdens de Slag om Gallipoli en de Zeeslag bij Jutland.
In het interbellum bekleedde McGrigor diverse posten. Op 22 september 1936 werd McGrigor benoemd tot kapitein van de 4th Destroyer Flotilla die onderdeel was van de Home Fleet. Van 26 augustus 1938 tot april 1940 was McGrigor stafchef van de opperbevelhebber van China Station (als eerste op de HMS Kent, daarna op de HMS Tamar)

### Tweede Wereldoorlog
Aan het begin van 1941 was McGrigor voor een korte tijd Flag Captain aan boord van de HMS Renown en was betrokken bij de konvooien naar Malta en andere operaties in de Middellandse Zee. Tussen 9 september 1941 tot aan het begin 1943 was hij Lord Commissioner of the Admiralty en Assistent Chief of the Naval Staff (wapens). Aan het einde van 1943 voerde hij het bevel over de Naval Force (Force B) om het Italiaanse eiland Pantelleria tijdens Operatie Corkscrew te veroveren en de aankomende invasie van Sicilië. Hij bleef Flag Officer Sicily tijdens de campagnes in Sicilië en Calabrië en raakte tijdens die campagne gewond doordat zijn schip werd opgeblazen. Hij bleef tot eind 1943 Flag Officer Taranto and Adriatic met de HMS Nile als het vlaggenschip.
Aan het begin van 1944 voerde McGrigor korte tijd het bevel over de vliegkampschepen van de Home Fleet. Van 27 maart 1944 tot juli 1945 was hij Rear-Admiraal/Vice-admiraal en voerde hij het bevel over de 1st Cruiser Squadron en was plaatsvervangend opperbevelhebber van de Home Fleet. In die periode nam hij deel aan operaties bij de Noorse kust en konvooien naar Noord-Rusland. Op 7 juni 1945 escorteerde hij de Noorse koning Haakon VII met zijn terugkeer naar Noorwegen.

### Na de Tweede Wereldoorlog
Na de Tweede Wereldoorlog werd Mcgrigor benoemd op invloedrijke posten. Op 1 oktober 1945 werd hij benoemd tot Lord Commissioner of the Admiralty en Vice Chief of the Naval Staff. Hij bleef tot 1947 op die post. Van 1948 tot 1950 was hij opperbevelhebber van de Home Fleet en daarna tot 1951 opperbevelhebber in Plymouth. Van 20 december 1951 tot 1955 was hij First Sea Lord en Chief of the Naval Staff en in 1952 werd McGrigor benoemd tot eerste en hoofdmarine adjudant bij koning Elizabeth II en bleef dit tot 1953.

## Militaire loopbaan
- Naval Cadet: 15 januari 1906[1][2]
- Midshipman: 15 september 1910[1][2]
- Sub-Lieutenant: 15 januari 1913[1][2]
- Lieutenant: 15 oktober 1914[1][2]
- Lieutenant-commander: 15 oktober 1922[1][2]
- Commander: 31 december 1927[1][2]
- Captain: 31 december 1933[1][2]
- Rear Admiral: 8 juli 1941[1][2]
- Vice Admiral: 15 april 1945[1][2]
- Admiral: 2 september 1948[1][2]
- Admiral of the Fleet: 1 mei 1953[1][2]

## Decoraties
- Ridder Grootkruis in de Orde van het Bad op 1 januari 1951[3][2]
- Ridder Commandeur in de Orde van het Bad op 14 juni 1945[3][2]
- Lid in de Orde van het Bad op 1 januari 1944[3][2]
- Commandeur in de Orde van Sint-Olaf op 7 juni 1945[2]
- Dagorder op 30 januari 1945[3][2]
- Distinguished Service Order op 21 december 1943[3][2]